# كيفن كيلبان
كيفن كيلبان (بالإنجليزية: Kevin Kilbane)‏ (مواليد 1 فبراير 1977 في برستون - إنجلترا) لاعب كرة قدم أيرلندي يلعب حاليا لصالح نادي الدرجة الممتازة هال سيتي الإنجليزي منذ 2009 في مركز الجناح الأيسر كما يجيد اللعب في مركز الظهير الأيسر .

## مسيرته الكروية
لعب كيفن كيلبان خلال مسيرته الاحترافية مع 9 أندية في خمسة وعشرون موسمًا وسجل خلالها 37 هدفًا ضمن 540 مباراة. ولم يفز بأي موسم بالكأس أو بالدوري.
خاض كيفن كيلبان مسيرته مع نادي بريستون نورث إيند في موسم 1993–94 ليلعب معه أربعة مواسم، مشاركًا في 48 مباراة سجل خلالها 3 أهداف. ثم انتقل إلى نادي وست بروميتش ألبيون في موسم 1997–98 واستمر معه طيلة ثلاثة مواسم، حيث شارك في 106 مباراة سجل خلالها 15 هدفًا. لينتقل بعدها إلى نادي سندرلاند في موسم 1999–00 ليلعب معه خمسة مواسم، مشاركًا في 113 مباراة سجل خلالها 8 أهداف. ثم انتقل إلى نادي إيفرتون في موسم 2003–04 ليلعب معه أربعة مواسم، مشاركًا في 104 مباراة سجل خلالها 4 أهداف. هذا وانتقل لاحقًا إلى نادي ويغان أتلتيك في موسم 2006–07 واستمر معه طيلة ثلاثة مواسم، مشاركًا في 76 مباراة سجل خلالها هدفين. ثم انتقل بعدها إلى نادي هال سيتي في موسم 2008–09 واستمر معه طيلة ثلاثة مواسم، مشاركًا في 51 مباراة سجل خلالها هدفين أيضًا. ليعود وينتقل من جديد، لكن هذه المرة إلى نادي هدرسفيلد تاون في موسم 2010–11 لمدة موسم واحد، مشاركًا في 24 مباراة سجل خلالها هدفين أيضًا. لينتقل بعدها إلى نادي ديربي كاونتي في موسم 2011–12 لمدة موسم واحد، مشاركًا في 9 مباريات سجل خلالها هدفًا واحدًا. ثم لعب في نادي كوفنتري سيتي في موسم 2012–13 لمدة موسم واحد، مشاركًا في 9 مباريات ولم يسجل أي هدف.

## روابط خارجية
- كيفن كيلبان على موقع الاتحاد الدولي (مؤرشف)  (الإنجليزية)
- كيفن كيلبان على موقع الاتحاد الأوربي (الإنجليزية)
- كيفن كيلبان على موقع قاعدة بيانات كرة القدم.إي يو (الإنجليزية)
- كيفن كيلبان على موقع ناشيونال فوتبول تيمز (الإنجليزية)
- كيفن كيلبان على موقع Soccerbase.com (لاعب) (الإنجليزية)
- كيفن كيلبان على موقع Soccerway.com (الإنجليزية)
- كيفن كيلبان على موقع عالم كرة القدم.نت (الإنجليزية)
- كيفن كيلبان على موقع كووورة